# Jorge Westcha
Jorge Westcha (nacido en la provincia de Córdoba el 15 de septiembre de 1935) es un exfutbolista argentino. Jugaba como delantero y su primer club fue Talleres de Córdoba.

## Carrera
Se destacó en 1960 al integrar la selección de la Liga Cordobesa de Fútbol, que fue campeona de la Copa Ibarguren 1958, al vencer a Racing Club 4-3 el 13 de marzo de 1960 con dos goles suyos.
Ese mismo año con la camiseta de Talleres de Córdoba convirtió 25 goles en 25 encuentros en los diversos torneos de la Liga Cordobesa, lo que llamó la atención de Rosario Central, que por esos años miraba mucho al fútbol de la provincia mediterránea. Vistió la casaca canalla entre 1961 y 1962, disputando 8 encuentros sin convertir goles.  En la segunda parte del año 1962 cruzó de vereda y jugó en Newell's, en el torneo de Primera B. Allí marcó 7 goles en 12 encuentros.

## Clubes
| Club               | País      | Año       |
| ------------------ | --------- | --------- |
| Talleres (Córdoba) | Argentina | 1960      |
| Rosario Central    | Argentina | 1961-1962 |
| Newell's Old Boys  | Argentina | 1962      |

## Palmarés

### Tïtulos nacionales
| Equipo                   | País      | Título         | Año  |
| ------------------------ | --------- | -------------- | ---- |
| Liga Cordobesa de Fútbol | Argentina | Copa Ibarguren | 1958 |

### Títulos regionales
| Equipo              | Liga      | País      | Título           | Año  |
| ------------------- | --------- | --------- | ---------------- | ---- |
| Talleres de Córdoba | Cordobesa | Argentina | Iniciación       | 1960 |
| Talleres de Córdoba | Cordobesa | Argentina | Primera División | 1960 |